# Nyctiellus lepidus
Nyctiellus lepidus — є одним з видів кажанів родини Natalidae.

## Поширення
Країни поширення: Багамські острови, Куба. Вони спочивають малими і великими колоніями в теплих, вологих шахтах або глибоких печерах. Комахоїдні. Живуть у лісових тропічних низинах і в передгір'ях.

## Загрози та охорона
Загрозами є гірничодобувна промисловість і туризм. 